# 일본의 지진 목록

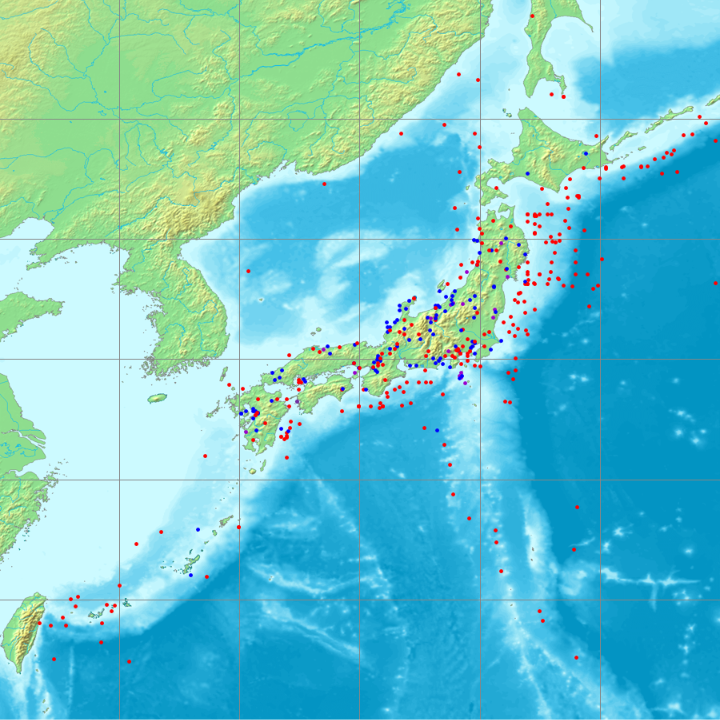
과거 일본에서 발생한 주요 지진의 진앙을 그린 지도. 빨강은 M7 이상, 파랑은 사망자가 발생한 지진, 보라는 최대진도6 이상을 기록한 지진이다.

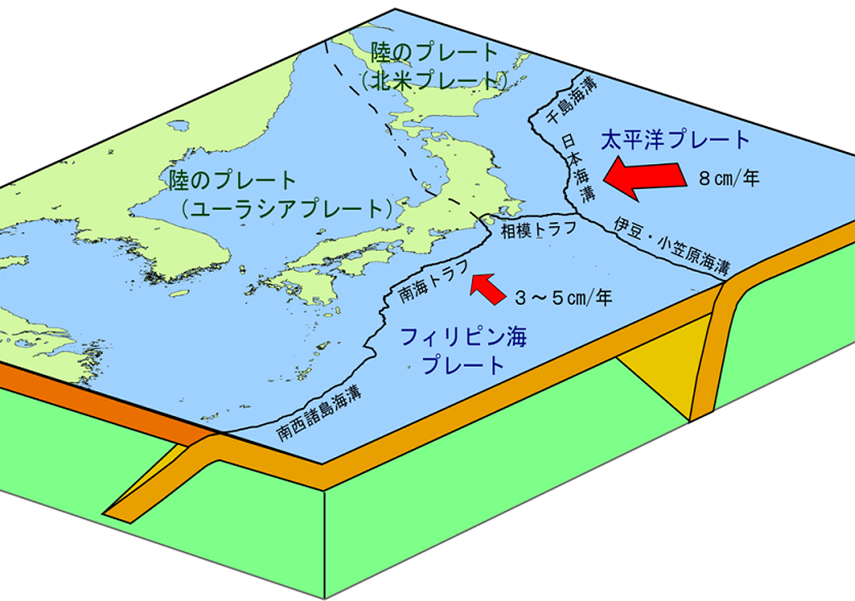
일본열도 주변의 판을 그린 모식도. 여러 개의 판이 서로 충돌하는 복잡한 구조로 되어 있다. 쉽게 말하면 일본에서 지진이 자주 발생하는 이유는 이렇게 복잡한 지질 구조 때문이다.

일본의 지진 목록 문서에는 현재의 일본 영토에서 발생한 주요 지진을 연표 형식으로 기록한다.

## 범례
아래 목록에서는 기본적으로 지진의 명칭과 함께 피해 지역과 그 규모를 나열하고 있지만 특별히 명칭이 없는 지진이나 명칭을 알 수 없는 지진은 진원지를 대신 썼다. 지명은 현재의 지명을 사용하거나 당시의 지명과 현재의 지명을 병기한다. 날짜와 시각은 모두 일본 표준시(JST)를 기준으로 표기한다. 또한 지진 발생 당시 음력을 사용했을 경우 양력으로 환산해 같이 표기한다. 서력 표기법의 경우 1582년 10월 4일 이전은 율리우스력(괄호로 그레고리력을 병기)하고 1582년 10월 15일 이후는 그레고리력으로 표기한다.

### 기준
본 문서에서는 아래 기준을 충족하는 지진을 작성한다.
- 일본(배타적 경제 수역 포함) 내가 진원인 지진으로 지진 규모 M7.0 또는 지진 규모 M6.0 이상이자 일본 국내에서 관측한 최대진도 6약 이상, 또는 사망자 혹은 실종자 1명 이상이 발생한 경우
  - 특히 규모 M8.0 이상 또는 최대진도 7, 또는 사망자 및 실종자 1천명 이상(메이지 시대 이후는 1백명 이상)인 경우 굵은 글씨로 표기한다.
- 군발지진이나 지진공백역에서 발생한 지진 중 특별하게 작성해야 할 지진

### 규모와 진도
규모 값은 1924년 이후는 일본 기상청에서 발표한 일본 기상청 규모(Mj) 또는 미국 지질조사국(USGS), 일본 기상청, 또는 가나모리(1977년) 등의 추정에 따른 모멘트 규모(Mw)를 사용했다. 쓰나미 규모(Mt)는 아베(1988년)의 값을 사용했다.
1923년 이전 지진의 규모는 대부분 가와카쿠(1951년) 또는 우사미(1970년, 2003년) 또는 우쓰(1999년)의 연구에 따른 추정치를 인용했다.
1919년 이후 진도 값은 일본 기상청 진도 데이터베이스의 값을 인용했다.

### 지진 기록의 출현 빈도 변화에 따른 주의
일본의 지진 목록을 보면 1945년 이후 시대와 비교하여 9세기부터 지진 기록이 급격하게 증가하는 양상을 띈다. 이는 당시에 지진이 실제로 많이 일어나기 시작한 게 아니라 일본의 중앙 집권 체제가 정비되고 위정자가 정보를 적극적으로 수집하여 육국사에 천재지변이 많이 수록되어 인위적으로 지진 기록이 많아진 영향이다.
육국사 편찬이 끝난 887년부터 근세인 1586년경까지는 지진 기록이 현저하게 감소한다. 이는 정치체제의 미숙함과 더불어 무로마치 시대부터 에도 시대 초기까지 검지, 칼사냥으로 그 이전의 지방서가 회수, 처분되어 사라졌기 때문이다. 에도 시대부터 지방의 기록이 점차 증가하여 1884년부터는 군역소에서 지진 보고를 시작하며 일본 전국적인 지진 관측 체계가 정비되었다.
1996년 이후에는 계측진도의 도입, 진도 관측 지점의 대폭적인 증가로 높은 진도 관측이 좀 더 쉬워져 이 문서의 기준을 만족하는 지진 기록이 증가했다.
따라서 각 시대의 지진 기록 밀도가 균질하다고 볼 수 없고, 지진 연표에 기록된 지진 기록의 많고 적음으로 바로 지진 활동의 변화를 논할 수 없다. 또한 기록이 의심스러워 존재가 의심스러운 지진도 있으며 의심되는 기록에는 "*" 표시를 넣었다. 오기재 등 존재하지 않은 지진으로 판명된 경우에는 취소선을 그었다.

## 416년 이전 지진
이 시기는 문자 기록이 없기 때문에 여러 퇴적물을 통해 지진 발생을 추측한다.
- 약 6500년에서 2천 수백년 전 시기에 1707년 호에이 지진처럼 거대한 지진해일 퇴적물을 만든 거대지진이 최소 11차례 발생했다고 추정된다. 고치 대학 특임교수인 오카무라 마코토는 현 고치현 도사시에 있는 가니가이케 지층의 퇴적물을 조사해 밝혀냈다.[20]
- 약 3400~3300년 전 롯켄강-오타니 쓰나미(시즈오카현)[21][22]
- 약 4000~2000년 전 간토 남부 주변에서 사가미 해곡을 따라 거대지진으로 추정되는 지층의 흔적이 최소 5차례 이상 발견됨.[23]
- 북일본 해역에서 지진이 발생했을 가능성이 있다. 2014년을 기준으로 2000년 전부터 200년 전까지 홋카이도와 일본 동북부 동해 연안에서 4차례의 10~15 m 높이 쓰나미로 추정되는 퇴적물이 발견되었다. 이는 홋카이도 대학과 러시아 과학 아카데미의 합동 조사로 밝혀졌다.[24]
- 기원전 1000년경 난카이 해곡 거대지진이 발생했을 가능성이 있다. 규슈의 류진이케에서 이 시기의 쓰나미 퇴적물이 발견되었다.[25]
- 기원전 800년경(BP 2860~2620) 센다이 부근에서 거대한 쓰나미 피해가 있었다.
- 기원전 100년경(BP 2030~2190) 센다이 부근에서 거대한 쓰나미 피해가 있었다.
- 기원전 600년경 난카이 해곡 거대지진이 발생했을 가능성이 있다. 쓰나미가 발생한 흔적이 남아 있다.
- 기원전 4세기에서 기원전 3세기경 - 미야기현 게센누마시 오타니 해안에서 이 시기에 발생했다고 추정되는 쓰나미 퇴적물이 발견되었다.[26][27][c]
- 기원전 200~300년경 해양연구개발기구 등이 2014~2015년 미야기현 해역 일본해구 수심 약 7,500 m 해저 지반을 10 m 두께로 4곳을 시추해 심해 퇴적물(turbidite)을 채취, 분석한 결과 도호쿠 지방 태평양 해역 지진, 교토쿠 지진, 조간 지진과 함께 이 시기의 거대지진 흔적을 발견했다.[29]
- 야요이 시대 미상 시기 비와호 서안의 M7.5급 지진 - 시가현 문화재보호협회가 유적을 조사한 결과 시가현 다카시마시 하리에하마, 구사쓰시 가라스마사키, 야스시 유노부 등 비와호 연안의 유적 3곳이 야오이 시대 일어난 이 지진으로 인한 액상화흔적이 발견되었다.[30]
- 미에현 다이키정 아시하마치못에서 20 cm, 미나미이세정 자사치못에서 60 cm에 달하는 약 2,000~2,300yBP[d] 시기에 해당하는 난카이 해곡 거대지진의 쓰나미 퇴적물이 발견되었다.[31][32]
- 기원 1년 전후 난카이 해곡 거대지진이 발생했을 가능성이 있다. 고치현 도사시 가니치(해안에서 약 400 m 안쪽 지역)에서 발견된 약 1,900yBP의 지층에서 두께 50 cm 이상의 쓰나미 퇴적물이 발견되었다.[33][34][35] 오카무라 마코토 고치 대학 특임교수는 가니치에 도달한 지난 7천년간의 16차례 이상의 쓰나미 중 "최대급 규모"라고 말하며 "거대 쓰나미로 1천년급의 기록이 지워질 수도 있다. 16회보다 더 많은 쓰나미가 왔을 가능성도 있다."고 말했다.[20]
- 95년 후쿠시마-이와누마 해역에서 지진이 일어났다고 추정된다. 아웃터라이즈 지진으로 조간 지진이나 2011년 도호쿠 지방 태평양 해역 지진보다 더 큰 규모의 "도호쿠 지방 연안 쓰나미"가 발생했다고 추정된다. 이는 역사학자 이누마 유우기가 제안했다.[36][37][e]
- 약 210년경 이시카와현 하쿠산시 부뉴도 유적의 액상화 흔적을 통해 진도6강급 지진이 발생했다고 추정된다.[f]
- 350년경 난카이 해곡 거대지진이 발생했다고 추정된다. 가니치에서 이 시기의 쓰나미 퇴적물이 발견되었다.[39]

## 제1천년기
- 679년 쓰쿠시 지진 (M7?)
- 684년 하쿠호 지진 (M8-9)
- 745년 덴표 지진 (M7.9?)
- 850년 데와 지진 (M7.5?)
- 869년 조간 지진 (M8.3<)
- 878년 사가미-무사시 지진 (878년, M7.5<)
- 887년 닌나 지진 (887년, M8<)
- 976년 야마시로-오미 지진 (976년, M?)

## 제2천년기
- 1096년 나가오사 지진 (1096년, M8<)
- 1099년 코와 지진 (1099년, M?)
- 1185년 분지 지진 (1185년, M7.4?)
- 1257년 쇼카 가마쿠라 지진 (1257년, M?)
- 1293년 가마쿠라 대지진 (1293년, M7<)
- 1361년 쇼헤이 지진 (1361년, M8<)
- 1498년 휴가나다 지진 (M7~7.5)
- 1486년 메이오 지진 (1498년, M8.6)
- 1586년 덴쇼 지진 (1586년, M8?)
- 1596년 게이초 분고 지진 (M7?)
- 1596년 게이초 후시미 지진 (M7.5<)
- 1605년 게이초 지진 (M7.9?)
- 1611년 아이즈 지진 (M6.9)
- 1611년 게이초 산리쿠 해역 지진 ( M8.1<)
- 1604년 게이초 19년 10월 25일 지진 (1614년, M7.7?)
- 1633년 오다와라 지진 (1633년, M7?)
- 1662년 간분오미-와카사 지진 (M7.6)
- 1662년 돈도코로 지진 (M7.6)
- 1677년 엔포 하치노헤 해역 지진 ( M7.9)
- 1677년 엔포 보소 해역 지진 (M8-8.5)
- 1686년 미카와 지진 (1686년, M7)
- 1694년 노시로 지진 (1694년, M7)
- 1703년 겐로쿠 지진 (1703년, M8.2-8.5)
- 1704년 노시로 지진 (1704년, M7)
- 1707년 호에이 지진 (1707년, M8.6-9.3)
- 1707년 호에이 후지노미야 지진 (1707년, M7)
- 1714년 시나노 오타리 지진 (1714년, M6.3)
- 1741년 간포 쓰나미 (1741년, M6.9)
- 1751년 타카다 지진 (1751년, M7.4)
- 1762년 사도시마 북부 해역 지진 (M7)
- 1763년 타카라레키 하치노헤 해역 지진 (M7.9)
- 1763년 휴가-분고-히고 지진 (M7.8)
- 1766년 쓰가루 지진 (M6.9)
- 1769년 휴가나다 지진 (M7.8)
- 1771년 야에야마 지진 (M7.4-8.7)
- 1772년 리쿠젠-리쿠추 지진 (M7.1)
- 1780년 쇼나이 지진 (M7)
- 1782년 텐메이 오다와라 지진 (M7)
- 1789년 아와 지진 (1789년, M7.1)
- 1792년 시마바라 대변 및 히고 메에와쿠 (M6.4)
- 1792년 시리베 지진 (M7.1)
- 1793년 니시쓰가루 지진 (M7)
- 1793년 간세이 지진 (M8.2)
- 1799년 가나자와 지진 (1799년, M6)
- 1802년 사두기 지진 (M6.6)
- 1804년 기사카타 지진 (M7)
- 1808년 기이반도 해역 지진 (M7.6)
- 1810년 오가반도 지진 (M6.5)
- 1812년 가나가와 지진 (M7)
- 1819년 분세이 오미 지진 (M7.3)
- 1823년 이와테 내륙 지진 (M6)
- 1828년 산조 지진 (M6.9)
- 1830년 교토 지진 (M6.5)
- 1833년 미노 서부 지진 (M6.3)
- 1833년 쇼나이 해역 지진 (M7.5)
- 1834년 이시카리 지진 (M6.4)
- 1835년 미야기현 해역 지진 (M7)
- 1839년 쿠시로-앗케시 지진 (M7)
- 1843년 도카치 해역 지진 (M8)
- 1847년 젠코지 지진 (M7.4)
- 1847년 구비키 지진 (M6.5)
- 1854년 이가우에노 지진 (M7.2~M7.5)
- 1853년 가에이 오다와라 지진 (M6.7)
- 1854년 이가우에노 지진 (M7.4)
- 1854년 안세이 도카이 지진 (M8.4)
- 1854년 안세이 난카이 지진 (M8.4)
- 1854년 호요 해협 지진 (M7.4)
- 1855년 히다 지진 (M6.8)
- 1855년 미야기현 해역 지진 (M7.3)
- 1855년 안세이 에도 지진 (M7)
- 1856년 안세이 하치노헤 해역 지진 ( M7.5-8)
- 1857년 게이요 지진 (M7.3)
- 1858년 히에쓰 지진 (M7.1)
- 1858년 산리쿠 북부 해역 지진 (M7.3)
- 1861년 미야기현 해역 지진 (M7.3)
- 1872년 하마다 지진 (M7.1)
- 1881년 쿠나시리섬 해역 지진 (M7)
- 1891년 미노-오와리 지진 (M8)
- 1892년 노토 지진 (M6.4)
- 1893년 시코탄섬 해역 지진 (M7.7)
- 1894년 네무로반도 해역 지진 (M7.9)
- 1894년 메이지 도쿄 지진 (M7)
- 1894년 쇼나이 지진 (M7)
- 1895년 가스미가우라 지진 (M7.2)
- 1896년 이바라키현 해역 지진 (M7.3)
- 1896년 메이지 산리쿠 해역 지진 (M8.5)
- 1896년 리쿠 지진 (M7.2)
- 1897년 미야기현 해역 지진 (M7.4)
- 1897년 산리쿠 해역 지진 (M7.7)
- 1898년 미야기현 해역 지진 (M7.2)
- 1898년 다라마섬 근해 지진 (M7)
- 1899년 기이-야마토 지진 (M7)
- 1899년 휴가나다 지진 (M7.1+6.9)

## 20세기

### 1900년대
- 1900년 미야기현 북부 지진 (M7)
- 1901년 아마미오섬 근해 지진 (M7.3)
- 1901년 산리쿠 북부 지진 (M7.4)
- 1902년 아오모리현 산파치키미카타 지방 지진 (M7)
- 1905년 게이요 지진 (M7.2)
- 1905년 후쿠시마현 해역 지진 (M7.1)
- 1906년 구마노나다 지진 (M7.5)
- 1909년 보소 해역 지진 (M7.5)
- 1909년 아네가와 지진 (M6.8)
- 1909년 오키나와섬 근해 지진 (M6.2)
- 1909년 미야자키현 서부 지진 (M7.6)

### 1910년대
- 1911년 기카이섬 지진 (M8)
- 1913년 히다카 해역 지진 (M7)
- 1914년 사쿠라지마 지진 (M7.1)
- 1914년 아키타 센보쿠 지진 (M7.1)
- 1915년 이시가키섬 서북부 해역 지진 (M7.4)
- 1915년 도카치 해역 지진 (M7)
- 1915년 미야기현 해역 지진 (M7.5)
- 1916년 아카시 해협 지진 (M6.1)
- 1917년 시즈오카 지진 (M6.3)
- 1918년 우루프섬 해역 지진 (1918년, M8)
- 1918년 오마치 지진 (M6.1+M6.5)

### 1920년대
- 1921년 류가사키 지진 (M7)
- 1922년 우라가 수도 지진 (M6.8)
- 1922년 시마바라 지진 (M6.9)
- 1923년 이바라키현 해역 지진 (M7.1)
- 1923년 규슈 지방 동남쪽 해역 지진 (1923년, M7.3)
- 1923년 간토 대지진 (M7.9)
- 1924년 홋카이도 동쪽 해역 지진 (M7.5)
- 1924년 이바라키현 해역 지진 (M7.2)
- 1924년 아바시리 해역 지진 (M7)
- 1925년 기타타지마 지진 (M6.7)
- 1926년 오키나와 서북쪽 해역 지진 (M7)
- 1926년 미야코섬 근해 지진 (M7)
- 1927년 기타탄고 지진 (M7.3)
- 1928년 산리쿠 북부 지진 (M7)
- 1929년 휴가나다 지진 (M6.9)

### 1930년대
- 1930년 다이쇼지 지진 (M6.3)
- 1930년 기타이즈 지진 (M7.3)
- 1931년 동해 북부 지진 (M7.2)
- 1931년 산리쿠 북부 지진부 (M7.2)
- 1931년 서사이타마 지진 (M6.9)
- 1931년 휴가나다 지진 (M7.1)
- 1932년 동해 북부 지진 (M7.1)
- 1933년 쇼와 산리쿠 해역 지진 (M8.1)
- 1933년 미야기현 해역 지진 (M7.1)
- 1933년 노토 지진 (M6)
- 1934년 이오지마 근해 지진 (M7.1)
- 1935년 시즈오카 지진 (M6.4)
- 1935년 산리쿠 북부 지진 (M7.1)
- 1936년 가와치-야마토 지진 (M6.4)
- 1936년 미야기현 해역 지진 (M7.4)
- 1936년 니지마섬 근해 지진 (M6.3)
- 1937년 미야기현 해역 지진 (M7.1)
- 1938년 이바라키현 해역 지진 (M7)
- 1938년 데시카가 지진 (M6.1)
- 1938년 미야코섬 북서쪽 해역 지진 (M7.2)
- 1938년 후쿠시마현 동쪽 해역 지진 (M7.5)
- 1939년 휴가나다 지진 (M6.5)
- 1939년 오가 지진 (M6.8)

### 1940년대
- 1940년 샤코탄반도 해역 지진 (M7.5)
- 1941년 나가노 지진 (M6.1)
- 1941년 휴가나다 지진 ( M7.2)
- 1943년 산리쿠 북부 지진 (M7.1)
- 1943년 돗토리 지진 ( M7.2)
- 1944년 쇼와 도난카이 지진 (M7.9)
- 1945년 미카와 지진 (M6.8)
- 1945년 산리쿠 북부 지진 (M7.1)
- 1946년 쇼와 난카이 지진 (M8.0)
- 1947년 요나구니섬 근해 지진 (M7.4)
- 1948년 와카야마현 남부 해역 지진 (M7)
- 1948년 기이 수도 지진 (M6.7)
- 1948년 후쿠이 지진 (M7.1)
- 1949년 아키나다 지진 (M6.2)

### 1950년대
- 1950년 이마이치 지진 (M6.4)
- 1951년 소야 동쪽 해역 지진 (M7.5)
- 1951년 오가사와라 제도 서쪽 해역 지진 (M7.2)
- 1952년 도카치 해역 지진 (M8.2)
- 1952년 다이쇼지 해역 지진 (M6.5)
- 1952년 요시노 지진 (M6.7)
- 1953년 보소 해역 지진 (M7.4)
- 1955년 이오지마 근해 지진 (M7.5)
- 1955년 도쿠시마현 남부 지진 (M6.4)
- 1956년 시라이시 시진 (M6)
- 1958년 이시가키섬 근해 지진 (M7.2)
- 1958년 이투루프섬 해역 지진 (M8.1)

### 1960년대
- 1960년 산리쿠 북부 지진 (M7.2)
- 1961년 휴가나다 지진 (M7)
- 1961년 쿠시로 해역 지진 (M7.2)
- 1961년 기타미로 지진 (M7)
- 1962년 히로오 해역 지진 (M7.1)
- 1962년 미야기현 북부 지진 (M6.5)
- 1963년 에치젠곶 해역 지진 (M6.9)
- 1963년 이투루프섬 해역 지진 (M8.1)
- 1964년 니가타 지진 (M7.5)
- 1965년 시즈오카 지진 (M6.1)
- 1965년(~1970년)마쓰시로 군발지진 (M6.4)
- 1966년 요나구니섬 근해 지진 (M7.3)
- 1968년 에비노 지진 (M6.1)
- 1968년 휴가나다 지진 (M7.5)
- 1968년 분고 수도 지진 (M6.6)
- 1968년 아오모리현 동부 해역 지진 (M7.9)
- 1968년 오가사와라 제도 서쪽 해역 지진 (M7.3)
- 1969년 시코탄섬 해역 지진 (M7.8)
- 1969년 기후현 중부 지진 (M6.6)

### 1970년대
- 1970년 휴가나다 지진 (M6.7)
- 1970년 오가사와라 제도 서쪽 해역 지진 (M7.1)
- 1971년 도카치 해역 지진 (M7)
- 1972년 하치조섬 동쪽 해역 지진 (M7.2)
- 1973년 네무로반도 해역 지진 (M7.4)
- 1974년 이즈반도 해역 지진 (M6.9)
- 1974년 도리시마섬 근해 지진 (M7.3)
- 1975년 아소 지진 (M6.1)
- 1975년 홋카이도 동쪽 해역 지진 (M7)
- 1975년 동해 서부 지진 (M7.3)
- 1978년 이즈오섬 근해 지진 (M7)
- 1978년 도리시마섬 근해 지진 (M7.2)
- 1978년 이투루프섬 해역 지진 (M7.5)
- 1978년 미야기현 해역 지진 (M7.4)

### 1980년대
- 1980년 지바현 서북부 지진 (M6)
- 1981년 산리쿠 해역 지진 (M7)
- 1982년 우라카와 해역 지진 (M7.1)
- 1982년 이바라키현 해역 지진 (M7)
- 1983년 아키타현 해역 지진 (M7.7)
- 1983년 동해 중부 지진 (M7.7)
- 1983년 야마나시현 동부 지진 (M6)
- 1984년 미에현 동남부 지진 (M7)
- 1984년 도리시마섬 근해 지진 (M7.6)
- 1984년 휴가나다 지진 (M7.1)
- 1984년 나가노현 서부 지진 ( M6.8)
- 1987년 휴가나다 지진 (M6.6)
- 1987년 동해 북부 지진 (M7)
- 1987년 지바현 동쪽 해역 지진 (M6.7)
- 1989년 산리쿠 북부 지진 (M7.1)

### 1990년대
- 1993년 쿠시로 해역 지진 (M7.5)
- 1993년 홋카이도 지진 (M7.8)
- 1993년 도카이도 남쪽 해역 지진 (M6.9)
- 1994년 동해 북부 지진 (M7.3)
- 1994년 홋카이도 동쪽 해역 지진 (M8.2)
- 1994년 산리쿠 먼바다 지진 (M7.6)
- 1995년 효고현 남부 지진(고베 대지진) (M7.3)
- 1995년 이투루프섬 해역 지진 (M7.7)
- 1996년 후쿠시마현 해역 지진 (M6.6)
- 1996년 휴가나다 지진 (M6.7)
- 1997년 가고시마현 서북부 지진 (M6.4)
- 1998년 이시가키섬 남쪽 해역 지진 (M7.7)
- 1998년 오가사와라 제도 서쪽 해역 지진 (M7.1)
- 1998년 이와테현 내륙 북부 지진 (M6.2)

## 21세기

### 2000년대
- 2000년 네무로반도 해역 지진 (M7)
- 2000년 이오지마 근해 지진 (M7.9)
- 2000년 이즈 제도 북부 군발지진 (M6.5)
- 2000년 오가사와라 제도 서쪽 해역 지진 (M7.2)
- 2000년 돗토리현 서부 지진 (M7.3)
- 2001년 게이요 지진 (M6.7)
- 2001년 요나구니섬 근해 지진 (M7.3)
- 2002년 이시가키섬 근해 지진 (M7)
- 2003년 미야기현 해역 지진 (M7.0)
- 2003년 미야기현 북부 지진 (M6.4)
- 2003년 도카치 해역 지진 (M8)
- 2004년 기이반도 동남쪽 해역 지진 (M7.4)
- 2004년 니가타현 주에쓰 지진 (M6.8)
- 2004년 쿠시로 해역 지진 (M7.1)
- 2004년 루모이 지청 남부 지진 (M6.1)
- 2005년 후쿠오카현 서쪽 해역 지진 (M7)
- 2005년 미야기현 해역 지진 (M7.2)
- 2007년 노토반도 지진 (M6.9)
- 2007년 니가타현 주에쓰 해역 지진 (M6.8)
- 2008년 이바라키현 해역 지진 (M7.0)
- 2008년 이와테·미야기 내륙지진 (M7.2)
- 2008년 이와테현 연안북부 지진 ( M6.8)
- 2008년 도카치 해역 지진 ( M7.1)
- 2009년 스루가만 지진 (M6.5)

### 2010년대
- 2010년 오키나와 근해 지진 (M7.2)
- 2010년 오가사와라 제도 서쪽 해역 지진 (M7.1)
- 2010년 지치지마섬 근해 지진 (M7.8)
- 2011년 3월 9일 산리쿠 해역 지진 (M7.3)
- 2011년 도호쿠 지방 태평양 해역 지진 (동일본대지진) (Mw 9.0~9.1, Mj 8.4 )
  - 2011년 산리쿠 해역 북부 지진 (M7.4)
  - 2011년 이바라키현 해역 지진 (M7.6)
  - 2011년 3월 11일 산리쿠 해역 지진 (M7.5)
- 2011년 나가노현 북부 지진 (M6.7)
- 2011년 시즈오카현 동부 지진 (M6.4)
- 2011년 미야기현 해역 지진 (M7.2)
- 2011년 4월 후쿠시마현 하마도리 지진 (M7)
- 2011년 4월 후쿠시마현 나카도리 지진 (M6.4)
- 2011년 7월 산리쿠 해역 지진 (M7.3)
- 2011년 오키나와 서북쪽 해역 지진 ( M7)
- 2012년 도리시마섬 근해 지진 (M7)
- 2012년 지바현 동쪽 해역 지진 (M6.1)
- 2012년 3월 산리쿠 해역 지진 (M6.9)
- 2012년 12월 산리쿠 해역 지진 (M7.3)
- 2013년 도카치 지방 남부 지진 (M6.5)
- 2013년 아와지섬 지진 (M6.3)
- 2013년 후쿠시마현 해역 지진 (M7.1)
- 2014년 후쿠시마현 해역 지진 (M7)
- 2014년 나가노현 가미시로 단층 지진 (M6.7)
- 2015년 오가사와라 제도 서쪽 해역 지진 (M8.1)
- 2015년 사쓰마반도 서쪽 해역 지진 (M7.1)
- 2016년 우라카와 지진 (M6.7)
- 2016년 구마모토 지진 (M6.5+M7.3)
- 2016년 돗토리현 중부 지진 (M6.6)
- 2016년 후쿠시마현 해역 지진 (M7.4)
- 2016년 이바라키현 북부 지진 (M6.3)
- 2017년 이와테현 해역 지진 (M6.1)
- 2018년 시마네현 서부 지진 (M6.1)
- 2018년 오사카부 북부 지진 (M6.1)
- 2018년 지바현 남부 지진 (M6)
- 2018년 홋카이도 이부리 동부 지진 (M6.7)
- 2019년 3월 후쿠시마현 해역 지진 (M6)
- 2019년 휴가나다 지진 (M6.3)
- 2019년 산리쿠 해역 지진 (M6.2)
- 2019년 이즈 제도 해역 지진 (M6.1)
- 2019년 야마가타현 해역 지진 (M6.7)
- 2019년 미에현 남부 해역 지진 (M6.6)
- 2019년 8월 후쿠시마현 해역 지진 (M6.4)

### 2020년대
- 2020년 이투루프섬 해역 지진 (M7.2)
- 2020년 오가사와라 제도 서쪽 해역 지진 (M6.8)
- 2020년 4월 미야기현 해역 지진 (M6.2)
- 2020년 사쓰마 반도 서쪽 해역 지진 (M6.2)
- 2020년 아마미 제도 북서쪽 해역 지진 (M6.3)
- 2020년 지바현 동부 해역 지진 (M6.2)
- 2020년 9월 미야기현 해역 지진 (M6.1)
- 2021년 후쿠시마현 해역 지진 (M7.1)
- 2021년 3월 미야기현 해역 지진 (M6.9)
- 2021년 4월 미야기현 해역 지진 (M6.8)
- 2022년 후쿠시마현 해역 지진 (M6.1+M7.3)
- 2023년 쿠시로 해역 지진 (M6.1)
- 2023년 오쿠노토 지진 (M6.5)
- 2024년 노토반도 지진 (M7.6)
- 2024년 분고 수도 지진 (M6.6)

## 같이 보기
- 지진 목록
- 역사지진

## 참고 문헌
- 国立天文台編 (2017). 《理科年表 平成29年》. 丸善. ISBN 978-4-621-30095-4.
- 石橋克彦 (2014년 3월). 《南海トラフ巨大地震 -歴史・科学・社会-》. 岩波書店. ISBN 978-4-00-028531-5.
- 萩原尊礼 ほか (1982). 《古地震 -歴史資料と活断層からさぐる》. 東京大学出版会.
- 都司嘉宣 (2012년 6월). 《歴史地震の話 -語り継がれた南海地震》. 高知新聞社. ISBN 978-4-87503-437-7.
- 宇佐美龍夫 (1994). 《わが国の歴史地震の震度分布・等震度線図》. 日本電気協会.
- 宇佐美龍夫 (1996). 《新編日本被害地震総覧：416-1995》 増補改訂版판. 東京大学出版会. ISBN 4-13-060712-X.
- 宇佐美龍夫 (2003). 《日本被害地震総覧：「416」-2001》 最新版판. 東京大学出版会. ISBN 4-13-060742-1.
- 宇津徳治・嶋悦三・吉井敏尅・山科健一郎 (2001). 《地震の事典》 第2版판. 朝倉書店. ISBN 978-4-2541-6039-0.
- 藤井敏嗣・纐纈一起編 (2008). 《地震・津波と火山の事典》. 丸善. ISBN 978-4-621-07923-2.
- 震災予防調査会編 『大日本地震史料』 丸善、1904年 国立国会図書館サーチ
- 文部省震災予防評議会 『大日本地震史料 増訂 1 - 3巻』 1940年 国立国会図書館サーチ
- 武者金吉 『日本地震史料』 毎日新聞社、1951年
- 東京大学地震研究所 『新収 日本地震史料 1 - 5巻』 日本電気協会、1981-1987年
- 東京大学地震研究所 『新収 日本地震史料 補遺および別巻』 東京大学地震研究所編、1989年
- 東京大学地震研究所 『新収 日本地震史料 続補遺および別巻』 日本電気協会、1994
- 鎌倉期から江戸初期における地震災害情報--畿内で書かれた日記にみる地震の記録 (PDF)  歴史地震研究会